# Ляхля
Ляхля — село в Хівському районі Дагестану, в підніжжі гори Каркул, на правому боці річки Рубас.
Село нараховує 86 дворів та 592 особи населення.
До райцентру 19 км.
| Росія | Це незавершена стаття з географії Росії. Ви можете допомогти проєкту, виправивши або дописавши її. |